# غده شیری
غده شیری یا غده پستانی (انگلیسی: Mammary gland) یک اندام در پستانداران ماده است که تولید شیر برای تغذیه نوزاد جانور می‌نماید. در انسان این غده در پستان‌ها هستند. تعداد غده شیری در جانوران مختلف، متفاوت است؛ مثلاً در انسان ۲ عدد، گاو ۴ عدد و در خوک ۱۸ عدد است.

## لوبول
هر پستان از ۲۰–۱۵ بخش به نام لوب تشکیل شده‌است که به صورت خوشه‌ای در کنار هم قرار دارند. لوب‌ها مجموعه‌ای از غدد شیری هستند. هر لوب از بخش‌های کوچکتری به نام لوبول تشکیل شده‌است. درون هر لوب پستان هزاران لوبول ریز وجود دارد. لوبول واحد اصلی تولید شیر است.
مجرای شیر لوب‌ها را به مرکز نوک پستان در هاله دور پستان پستان متصل می‌کند.